# Tau-Inseln
Die Tau-Inseln (in Argentinien Islotes Trio) sind eine kleine Gruppe von Inseln und Felsen im Palmer-Archipel westlich der Antarktischen Halbinsel. In der Gruppe der Melchior-Inseln liegen sie unmittelbar vor dem nordöstlichen Ausläufer der Etainsel.
Der Name der Inseln, der dem griechischen Buchstaben Tau entliehen ist, findet sich erstmals auf Kartenmaterial aus dem Jahr 1946, das im Zuge von Vermessungsarbeiten argentinischer Expeditionen in den Jahren 1942 und 1943 entstand. In Argentinien sind sie auch unter dem Namen Islotes Trío bekannt.